# براوينغ هاي باور
براوينغ هاي باور هو مسدس من صنع جون موسز براوينغ، وهي في الأصل صناعة بلجيكية تم انتقالها إلى الولايات المتحدة الأمريكية، واستعمل هذا السلاح لأغراض عسكرية سواء كانت تملكها القوات الأمنية أو المباحث أو الجيش.

## استخدام دولي للسلاح
هناك العديد من دول العالم تستخدم هذا النوع من المسدسات وهذه أسمائهم :

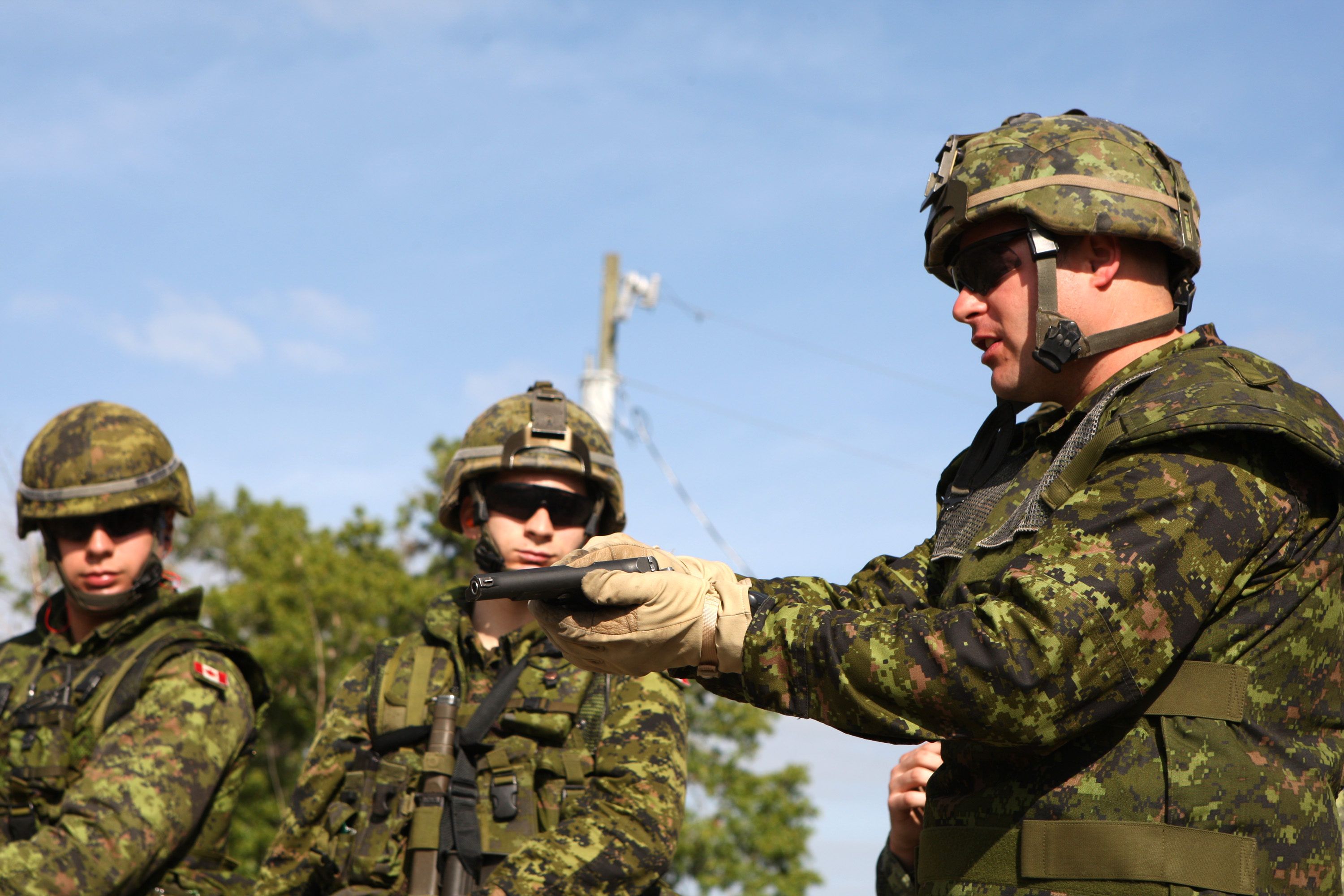
القوات الكندية تستخدم مسدس براوينغ لغرض تدريبي.

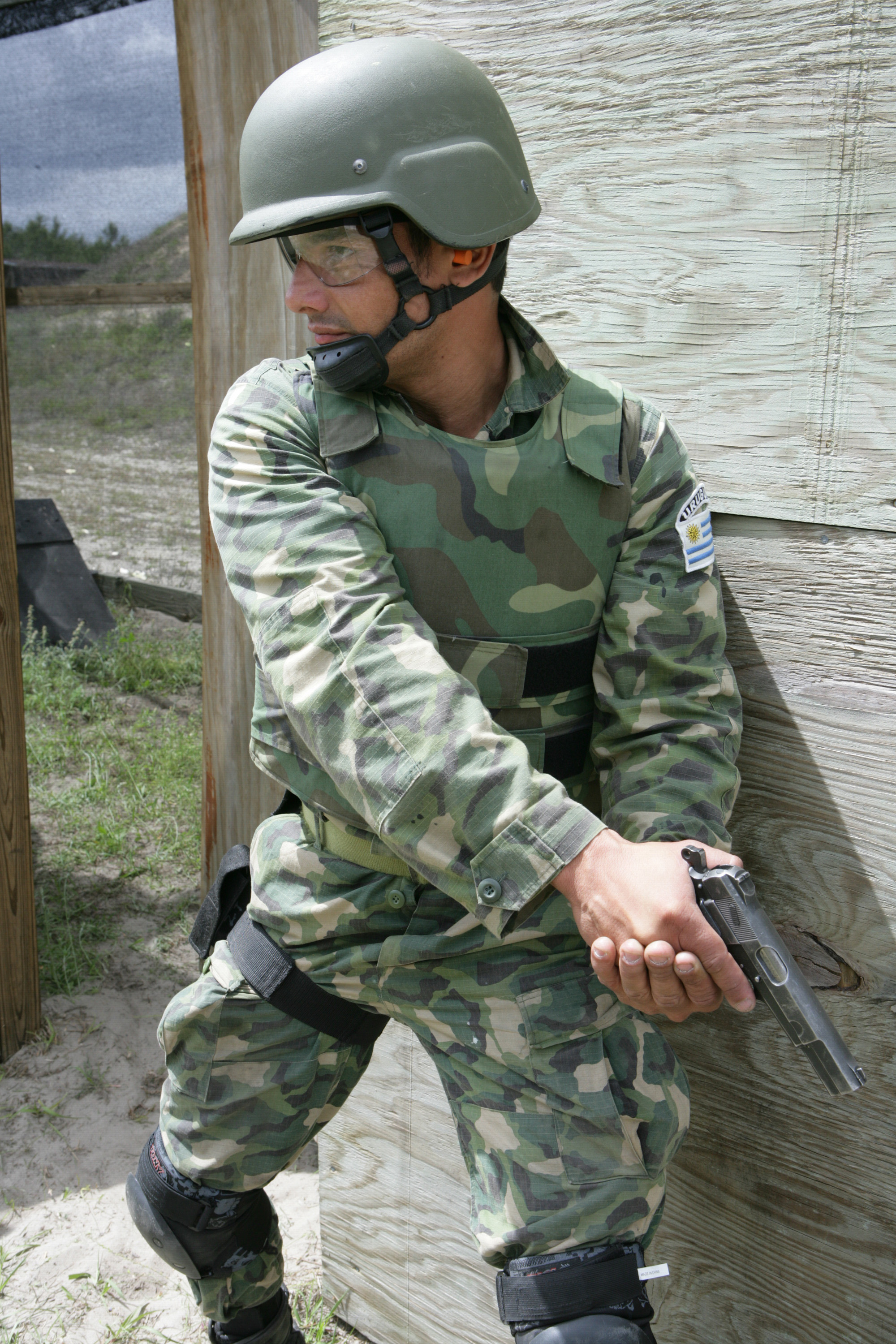
قوات البحرية الأورغوايان تستخدم مسدس براوينغ.

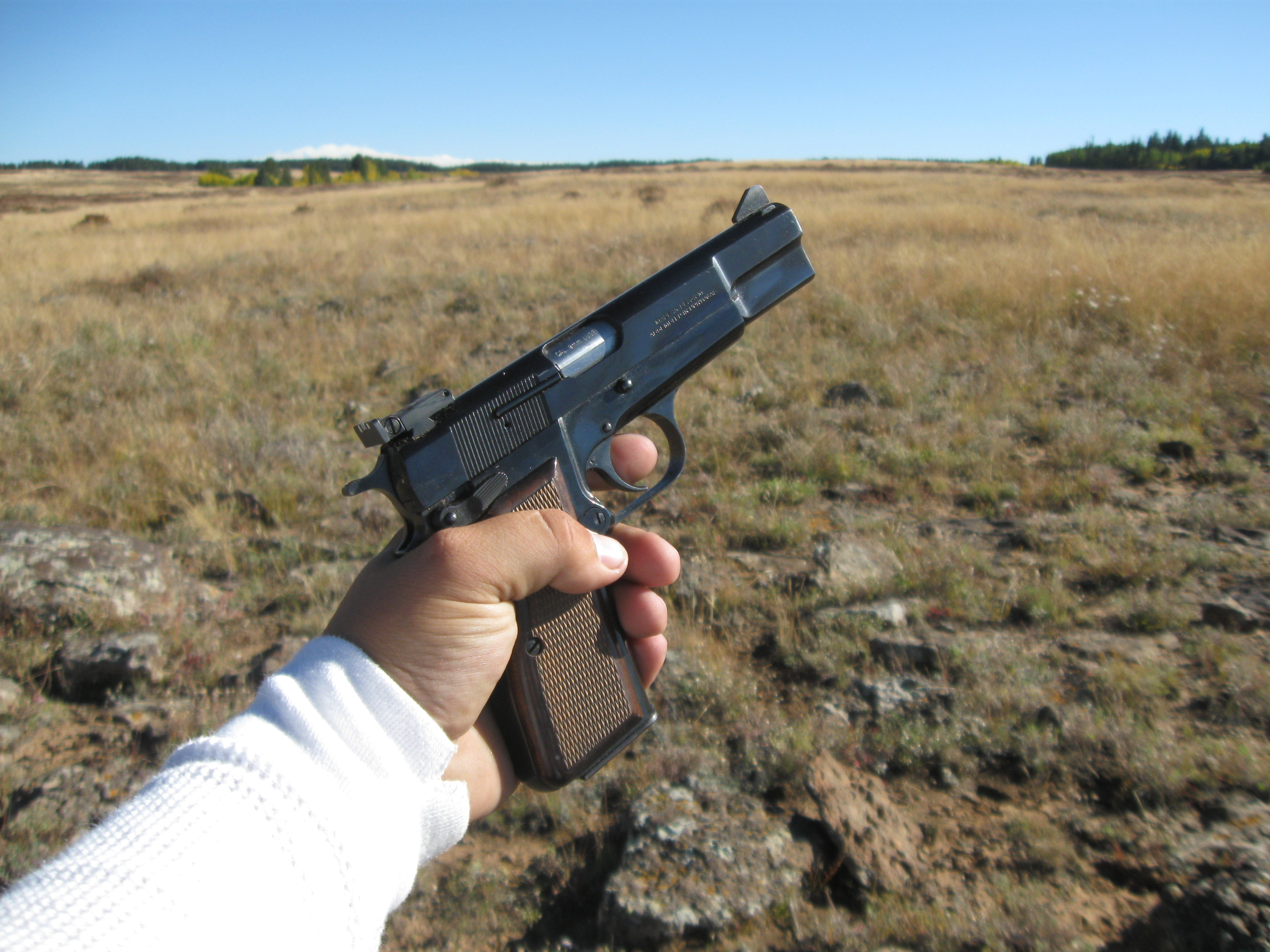
مسدس صنع سنة 1935م.

- الأرجنتين: مرخص ويستخدم من قبل القوات المسلحة.[2][3][4]
- أستراليا: General issue sidearm for القوات الدفاع الملكية الأسترالية.[3][4][5]
- البحرين[4]
- بنغلادش[4]
- باربادوس[4]
- بلجيكا: Adopted by the القوات البرية البلجيكية in 1935.[3][6]
- بليز[4]
- برمودا[4]
- بوليفيا[4]
- بوتسوانا[4]
- بروناي[4]
- بوروندي[4]
- كمبوديا[4]
- كندا: القوات المسلحة الكندية used pistols made by the John Inglis Co. of Ontario, Canada.[2][3][4][7] Also used by the شرطة الخيالة الكندية الملكية (RCMP).[8]
- تشاد[4]
- تشيلي[9]
- تايوان: Used pistols made by the John Inglis Co. of Ontario, Canada.[2] Unlicensed copies were produced by Norinco.[10]
- كولومبيا[4]
- كوبا[4]
- قبرص[4]
- جمهورية الكونغو الديمقراطية[4]
- الدنمارك[2][4]
- جمهورية الدومينيكان[9]
- الإكوادور[4]
- السلفادور[4]
- إستونيا[2][11]
- فنلندا[4]
- غانا[4]
- اليونان: Used pistols made by the John Inglis Co. of Ontario, Canada.[2]
- غواتيمالا[4]
- هندوراس[4]
- المجر: Identical copy was produced.[12]
- الهند: Produced locally.[3][4][10]
- إندونيسيا: Komando Pasukan Katak (Kopaska) tactical diver group and كوباسوس (Kopassus) special forces group.[13] Made under license by Pindad.[14]
- العراق[4]
- إيرلندا: Replaced by the HK USP.[15]
- إسرائيل: Used by يمام (شرطة).[8] Produced locally.[10]
- جامايكا: Issued to officers of the القوات المسلحة الجامايكية.[16]
- الأردن[4]
- كينيا[4]
- الكويت[4]
- لبنان[4]
- ليبيريا[4]
- ليبيا[4]
- ليتوانيا[2][4]
- لوكسمبورغ:[3] Replaced by جلوك.[17]
- مالاوي[4]
- ماليزيا: General issue sidearms for senior-rank officers and special forces of القوات المسلحة الماليزية and police.[18]
- موزامبيق[4]
- ميانمار[4]
- ألمانيا النازية: تم صناعة أكثر من 300,000 مسدس for the فيرماخت after the FN factory was seized by Germany. Pistols were designated the Pistole 640(b).[2]
- نيبال[4]
- هولندا[2][4][11]
- نيجيريا[4]
- سلطنة عمان[4]
- بنما[4]
- بابوا غينيا الجديدة: مزودة من قبل أستراليا.[4][19]
- باراغواي[4]
- البيرو[2][4]
- الفلبين[4]
- بولندا[20]
- البرتغال منذ عام 1935, من قبل gendarmerie الحرس الجمهوري البرتغالي.[4][21]
- رودسيا[2]
- رومانيا[2]
- رواندا[4]
- المملكة العربية السعودية[4]
- سيراليون[4]
- سنغافورة[3][4]
- سريلانكا[4]
- السودان[4]
- سورينام[4]
- سوريا[22]
- تنزانيا[4]
- توغو[4]
- ترينيداد وتوباغو[4]
- تونس[4]
- أوغندا[4]
- الإمارات العربية المتحدة[4]
- المملكة المتحدة: تم اعتماده من قبل الجيش البريطاني عام 1954.[3][4][23]
- الولايات المتحدة: يستخدم من قبل FBI Hostage Rescue Team.[8]
- أوروغواي[4]
- فنزويلا[3][4]
- زيمبابوي[4]

## وصلات خارجية
- Official page
- HiPowers and Handguns
- F.N. mod. G.P. (Grande Puissance) pictures (بالفرنسية)
- Hi-Power pictorial نسخة محفوظة 28 نوفمبر 2011 على موقع واي باك مشين.
- History and Disassembly Instructions for the Browning Hi-Power
- Browning Hi-Power prototypes نسخة محفوظة 30 نوفمبر 2009 على موقع واي باك مشين.